# 패멀라 수 마틴
패멀라 수 마틴(Pamela Sue Martin, 1953년 1월 5일 ~ )은 미국의 배우이다.

## 출연 작품

### 영화
- 포세이돈 어드벤처 (1972)
- 나의 크리스마스 왕자님 (2017) - 샌드라 로건 역

### 텔레비전
- 꿈꾸는 낙원 (1980)
- 사랑의 유람선 (1980)
- 다이너스티 (1981-84)
- 새터데이 나이트 라이브 (1985)
- 요절복통 70쇼 (2002)
- 엘 워드 (2006)
- 낸시 드류 (2019)